# 大坪子乡
大坪子乡，是中华人民共和国四川省凉山彝族自治州雷波县曾经下辖的一个乡。2020年6月，撤销大坪子乡，原大坪子乡所属行政区域为上田坝镇的行政区域。

## 行政区划
大坪子乡撤销前下辖以下地区：
耐巴石村、火草坪村、大坪子村和五指山村。